# Regra de partido único em Seicheles
 De 1979 a 1991, Seicheles foi governado por France-Albert René e a Frente Progressista do Povo de Seicheles como um estado de partido único. 

## História
Em 1977, o SPUP de France-Albert René liderou um golpe sem derramamento de sangue contra o governo liderado pelo PDS e, em 1979, novas eleições também foram convocadas e Rene foi formalmente eleito presidente das Seicheles. O sistema recém-reformado de socialismo de partido único apresentava um presidente eleito diretamente, muito parecido com o sistema original de pluralidade de representação legislativa. Todas as atividades políticas ocorreram sob o governo da Frente Progressista do Povo de Seicheles, e o presidente foi votado sim ou não por qualquer cidadão seichelense com 17 anos ou mais. O presidente desfrutou de poder executivo quase sem controle e nomeou seu próprio gabinete, A própria legislatura foi incapaz de governar de forma independente e, em vez disso, apenas promulgou projetos de lei propostos pelo executivo.
Como seu regime era de partido único, René foi o único candidato presidencial nas eleições de 1979, 1984 e 1989, que venceu com mais de 90% dos votos. René manteve esse nível de influência e poder por meio de tortura sistemática e violações generalizadas dos direitos humanos, bem como da violência do Estado contra seus inimigos políticos durante sua presidência. Ele admitiu espionar os líderes da oposição e acredita-se que esteve envolvido no assassinato de Gerard Hoareau. Seu partido também manteve o controle por meio do Serviço Nacional da Juventude, que auxiliou na doutrinação e treinamento de crianças seichelenses em currículos tradicionais e assuntos militares. René empregou uma combinação de influência e apoio soviético, americano e tanzaniano para ajudá-lo a manter o poder e se defender contra tentativas de golpe, das quais houve muitas.